# ویوسنا (استان اشوی‌داشکسیه)
ویوسنا (به لهستانی: Wiosna) یک منطقهٔ مسکونی در لهستان است که در گمینا رادوشتسه واقع شده‌است. ویوسنا ۱۰۰ نفر جمعیت دارد.